# Eugeroico
Eugeroico (del inglés eugeroic) o agente que promueve la vigilia (Wakefulness-promoting agent).
Un eugeroico es un compuesto que favorece el estado de vigilia y alerta, reduciendo fatiga y somnolencia. Se usan en el tratamiento de desórdenes del sueño, somnolencia diurna excesiva y narcolepsia, aunque como nootrópicos son usados para contrarrestar fatiga, aumentando motivación y productividad o simplemente para mantener la vigilia.
Los eugeroicos actúan aumentando la actividad del sistema adrenérgico, dopaminérgico, histaminérgico y orexinérgico (hipocreatinas)(2). A diferencia de otros estimulantes no causan dependencia y son raramente adictivos. Un eugeroico se considera un estimulante de acción prolongada. La diferencia entre los eugeroicos con estimulantes cómo anfetamina y metilfenidato es que mientras estos producen una excitación difusa en el cerebro, un eugeroico actúa de manera localizada en el hipotálamo, en el que reside el control de la vigilia (1,2). El prototipo de eugeroico es el modafinilo, así como la variedad armodafinilo y el derivado adrafinilo.
- Datos: Q7961095
- Multimedia: Eugeroics / Q7961095